# Brasil Gerson
Brasil Görresen (São Francisco do Sul, 1º de janeiro de 1904 – Rio de Janeiro, 20 de agosto de 1981), mais conhecido pelo seu nome literário Brasil Gerson, foi um jornalista, dramaturgo, escritor e historiador brasileiro.
Descendente de imigrantes noruegueses, iniciou sua atividade profissional muito jovem escrevendo para jornais de Joinville, e com 17 anos mudou-se para o Rio de Janeiro, onde continuou atuando como jornalista no periódico Boa Tarde. Em seguida se transferiu para São Paulo, onde trabalhou como redator e diretor do Diário da Noite. Lá iniciou sua carreira literária com as novelas Vinte anos de circo e A vida acaba no meio, e as peças de teatro Maldito tango, em parceria com Jaime Costa, e Anita apresentada no Teatro Dulcina. Colaborou com o jornal literário e feminista O Corymbo.
Voltando ao Rio, trabalhou nos Diários Associados e colaborou com vários jornais, como a Gazeta Popular, Jornal do Comércio, Correio da Manhã, Jornal do Brasil, Última Hora e O Imparcial. Foi membro da Aliança Nacional Libertadora e um dos fundadores da Liga de Defesa da Cultura, através das quais se aproximou dos partidos de esquerda. Filiou-se à Associação dos Amigos da União Soviética e também estava ligado aos periódicos paulistas de esquerda A Platéa e Revista Proletária, e por isso durante o Estado Novo foi perseguido e obrigado a exilar-se. Passou temporadas na Argentina e no Uruguai. Em Montevidéu foi jornalista de La Razón, escrevendo muitos artigos contra o nazifascismo. Quando retornou ao Brasil passou a trabalhar na Brasil Vita Filmes, escreveu o argumento do filme A Inconfidência Mineira, dirigido por Humberto Mauro, e fazia crítica de cinema na imprensa.
Na mesma época começou a explorar a pesquisa histórica, escrevendo vários trabalhos, como Pequena história dos fanáticos do Contestado, uma das obras pioneiras e referenciais sobre a Guerra do Contestado, A revolução brasileira de D. Pedro I, uma referência sobre a atuação dos militares na época da abdicação de D. Pedro I, A história popular de Tiradentes, A escravidão no Império, O ouro, o café e o Rio, O sistema político brasileiro, Regalismo brasileiro e sobretudo Garibaldi e Anita — guerrilheiros do liberalismo, que recebeu em 1950 o Prêmio Joaquim Nabuco de História Social da Academia Brasileira de Letras, e A história das ruas do Rio, um sucesso de público com várias reedições. Foi membro fundador da Academia Joinvilense de Letras. Segundo Paulo Roberto da Silva, secretário geral da Academia, Brasil Gerson "foi um intelectual bastante completo, que trafegou com segurança pela letras, seja como historiador, jornalista, escritor, teatrólogo, crítico e roteirista de cinema".